# Lykttorn
Lykttorn är ett torn placerat över korsmitten i en kyrka. I en basilika motsvarar detta den centrala plats där tvärskeppet möter mittskeppet och dess förlängning mot högkoret. I andra kyrkor kan lykttornet motsvara det huvudsakliga tornet i kyrkobyggnaden, med eller utan separat komplettering i en separat klockstapel. Lykttorn förekommer även i andra sammanhang, för ett smalt torn med ljus som syns långt.
Gotiska katedraler har ofta ett lykttorn av större eller mindre storlek, med en spetsig utformning av typen tornspira. I Notre-Dame de Paris har lykttornet endast formen av en mindre spira (brandhärjad och sammanstörtad vid 2019 års brand). Lykttornet i den ännu halvfärdiga katedralen i Beauvais var dock imposant och gjorde kyrkan en tid till världens högsta byggnad (1569–1573), innan tornet störtade samman.